# Paulin Freitas
Paulin Freitas, né le 3 décembre 1909 à Lomé et mort 17 mai 1989 à Abidjan, est un homme politique et diplomate togolais.

## Biographie
Paulin Jacinto Koffé Freitas est issu d'une famille d'origine brésilienne. Il est le petit-fils du roi Betum-Lawson III.
Il suit une formation d'instituteur et dirige la première école normale d'instituteurs (ENI) du Togo à Atakpamé. Il est toutefois privé d'enseigner par les autorités françaises à cause de son engagement politique.
En 1946, il est élu au parlement du Togo français pour le Comité de l'unité togolaise (CUT) dans une région traditionnellement akposso. Il reste au parlement jusqu'en 1955, à la fois comme député et comme questeur. Il est réélu en 1958 à Lomé-Sud avec une grande majorité face à son adversaire, Pedro Olympio. Il reste à ce poste jusqu'en 1961. Il est alors considéré comme l'un des leaders du CUT.
Durant ces mêmes élections la CUT remporte la majorité et Freitas est nommé au gouvernement du Premier ministre Sylvanus Olympio en tant que ministre d'État à l'Intérieur, à l'Information et à la Presse. Il est choisi à ce poste car fidèle à Olympio depuis longtemps. Il occupe ce poste jusqu'à l'indépendance du Togo vis-à-vis de la France le 27 avril 1960,. Dans le gouvernement alors formé par le président de l'époque Sylvanus Olympio, Freitas devient ministre d'État aux Affaires étrangères. Au cours de son mandat, il est un défenseur de la réunification du Togo (Togoland et Togo britannique). Il essaie également d'entretenir de bonnes relations avec l'Allemagne.
Olympio est assassiné lors d'un coup d'État militaire en janvier 1963. Paulin Freitas refuse de coopérer avec les nouveaux dirigeants et est arrêté et torturé. Son successeur au poste de ministre des Affaires étrangères est Georges Apedo-Amah.
En mai 1963, Freitas est libéré et quitte le pays. Il travaille ensuite comme expert pour l'UNESCO au Zaïre et à Paris et avec l'Organisation mondiale de la santé de 1963 à 1974, jusqu'à sa retraite. Plus de politique.
En 1978, il retourne au Togo. Traumatisé par ses expériences à la suite du 13 janvier 1963 et souffrant de problèmes cardiaques, Freitas décède en 1989. Il a été inhumé au cimetière de la plage de Lomé.
Il épouse Cécile Kayi Mensah Assiakoley, l'une des premières Nana Benz du Togo avec qui il a un fils, Horacio-Béno, devenu footballeur et ayant occupé des fonctions ministérielles.

## Distinctions
- Commandeur de l'ordre du Mono[réf. nécessaire]